# Archidendron kubaryanum
Archidendron kubaryanum là một loài thực vật có hoa trong họ Đậu. Loài này được (Warb.) Schumann & Lauterb. miêu tả khoa học đầu tiên năm 1901.